# Dự án cầu Nguyễn Trãi
Cầu Nguyễn Trãi là một cây cầu bắc qua sông Cấm tại thành phố Hải Phòng, nối liền quận Ngô Quyền với thành phố Thủy Nguyên.. Cầu là một hạng mục quan trọng của Dự án đầu tư xây dựng hạ tầng kỹ thuật khu đô thị mới Bắc sông Cấm, cùng với Cầu Hoàng Văn Thụ.